# Eridontomerus biroi
Eridontomerus biroi är en stekelart som beskrevs av Ruschka 1923. Eridontomerus biroi ingår i släktet Eridontomerus och familjen gallglanssteklar. Inga underarter finns listade i Catalogue of Life.